# Вале (Грузия)
Ва́ле (груз. ვალე) — город в юго-западной части Грузии. Находится в крае Самцхе-Джавахетия, в 12 километрах от центра региона Ахалцихе.
Город стоит на правом берегу реки Поцхови (притока Куры) на высоте 1000—1200 метров над уровнем моря, на склонах Малого Кавказа.
Известен как деревня с X века. В советское время стал центром угледобывающей промышленности и получил статус города в 1962 году.
В городе находится церковь, построенная в X веке и перестроенная в XVI веке. В Вале проживает большая греко-католическая община.